# Propilidium ancyloides
Propilidium ancyloides är en snäckart som först beskrevs av Leon Fairmaire 1881.  Propilidium ancyloides ingår i släktet Propilidium och familjen Lepetidae. Inga underarter finns listade i Catalogue of Life.